# Leratia obtusifolia
Leratia obtusifolia là một loài Rêu trong họ Orthotrichaceae. Loài này được (Hook.) Goffinet mô tả khoa học đầu tiên năm 2004.